# Alan Rouse
Alan Paul Rouse (19 de diciembre de 1951 - 10 de agosto de 1986) fue el primer montañero británico en ascender la segunda montaña más alta del mundo, el K2, pero murió en el descenso.

## Biografía
Nacido en Wallasey, Inglaterra, comenzó a escalar a una edad de dieciséis años, ascendiendo las rutas más difíciles del Norte de Gales. Fue a la escuela de Birkenhead desde 1963 a 1970 y Emmanuel Collage, Cambridge hasta 1973. En Cambridge combinaba sus estudios con el montañismo y con una forma de vida muy hedonista. Era una persona muy sociable y gran bebedor de bebidas alcohólicas. Era muy mujeriego y gustaba de “vivir al límite”. Como resultado, consiguió la mínima nota necesaria par aprobar la licenciatura de matemáticas, a pesar de mostrar grandes aptitudes en la materia. Tras su paso por Cambridge, trabajó en la enseñanza pero se ausentaba frecuentemente para hacer expediciones de montaña. Finalmente, se convirtió en montañero profesional, así como conferenciante habitual y guía y consejero en el comercio de material de montaña. Se trasladó a Sheffield, cerca de las rocas Peak District, en Inglaterra. Rouse se convirtió en un escalador experimentado en lugares tan lejanos como Escocia, Norte de Gales, Patagonia, Perú, los Alpes, los Andes, Nueva Zelanda y Nepal. Fue También elegido vicepresidente del Consejo Británico de Montañismo.
En 1980, Rouse, Dr Michael Ward y Chris Bonington estaban entre los pocos europeos que visitaban las montañas más elevadas de China, reabriendo algunas de ellas a montañeros extranjeros. En el invierno de 1980-81, Rouse dirigió una expedición británica que intento el Monte Everest por la arista oeste, sin utilizar oxígeno o sherpa. El viaje no terminó con éxito pero en el verano de 1981 escaló el Monte Kongur, un pico de China no escalado hasta el momento, junto a Bonington, Joe Tasker y Peter Boardman. 
Se considera que el K2 constituye una escalada mucho más difícil que el Monte Everest y tiene un porcentaje de muertes mucho mayor. En 1983, Rouse realizó su primer intento de escalar esta montaña junto con un equipo internacional por una nueva vía por la arista sur.
En 1986, Rouse volvió al K2 como líder de una expedición británica que tenía permiso para ascender por la difícil vía de la arista oeste, en lugar de la ruta de los Abruzos habitual. Tras realizar varios intentos infructuosos de establecer campamentos a lo largo de la ruta, los miembros de la expedición renunciaron a intentarlo de nuevo y se marcharon. Rouse permaneció y decidió entonces intentar el ascenso por la vía Abruzzi y se dirigió a ella. El 4 de agosto Rouse consiguió llegar a la cima y volver al campamento IV ((8,157 metros) pero esa noche se desató una tormenta que le dejó atrapado junto a otros seis montañeros. Después de 5 días de tormenta de alta intensidad dejó de nevar aunque el frío y los vientos fuertes continuaban. Los compañeros de Rouse decidieron que era el momento de intentar la bajada, pero Rouse en estado comatoso no pudo moverse y fue abandonado en el campamento. De los seis montañeros atrapados por la tormenta, uno murió en los días de espera y otros tres durante el descenso. Solo dos de ellos consiguieron llegar al campo base no sin graves congelaciones y en un estado lamentable. En el año 1986, 13 alpinistas murieron en el K2.